# Serin à poitrine citron
Crithagra citrinipectus
Espèce
Statut de conservation UICN

 LC  : Préoccupation mineure
Synonymes
- Serinus citrinipectus
- Crithagra citrinipecta

Le Serin à poitrine citron (Crithagra citrinipectus) est une espèce de passereaux appartenant à la famille des Fringillidae. D'après Alan P. Peterson, c'est une espèce monotypique.

## Distribution
En petites poches disséminées dans le sud-est de l’Afrique. Sud du Malawi (Chickwawa et région de la rivière Chire), sud du Mozambique (Massinga, Inhambane, Inharrime, Chicomo, Mauele, Caniçado, Guija), nord-est du Natal (région des lacs Kosi et Ste-Lucia), nord-est de l'Eswatini, extrême nord-est du Transvaal (nord du parc national Krüger) et extrême sud-est du Zimbabwe.

## Découverte
C’est le piégeur J. Scheepers, Bella Vista, sud du Mozambique, qui est à l’origine de sa découverte. En effet, en octobre 1959, il captura une quarantaine de spécimens de cette espèce dans la région d’Inhambane, dans le sud-est du Mozambique. La plupart était restée dans ses volières jusqu'à la fin août 1960 mais plusieurs sujets furent confiés pour identification au Durban Museum Novitates en Afrique du Sud. C’est alors que P. A. Clancey, directeur du muséum et son collaborateur W. J. Lawson (Clancey & Lawson 1960) le répertorièrent comme une nouvelle espèce.

## Habitat
Pour l’ensemble de son aire, son habitat recouvre les clairières des boisements secs, les savanes arborées à épineux et à palmiers avec des arbres Syzygium cordatum, les prairies herbeuses, les plaines côtières, les arbustes de Brachystegia et les zones cultivées en dessous de 750 m (Fry & Keith 2004). Sa distribution est fortement liée à celle du palmier Hyphaene coriacea dont il dépend pour sa nidification mais pas pour sa nourriture. Il fréquente les savanes à palmiers et les zones boisées sèches, transitant parfois dans les boisements de mopane Colosphermum mopane, les cultures et les fermes au Zimbabwe (Hockey et al. 2005).

## Alimentation
Elle est très peu documentée, Clancey (1996) mentionne des fleurs et des graines de plantes herbacées et Fry & Keith (2004) rapportent des données de captivité.

## Mœurs
Il se tient en couples en saison de nidification mais devient franchement grégaire hors période de reproduction, constituant des groupes erratiques en quête de sites de nourrissages riches en plantes herbacées. De petits groupes sont alors régulièrement observés mais des troupes plus importantes comptant jusqu’à 100, 160, 250 individus et parfois plus ont aussi été notées. Il s’associe avec le serin du Mozambique, surtout en hiver au Natal, au Zimbabwe et au Mozambique (Fry & Keith 2004).

## Parade nuptiale
Malgré sa nature grégaire, il niche par couples et semble monogame et territorial. En présence de la femelle, le mâle chante à gorge déployée, en allongeant le cou et en tenant les ailes écartées du corps mais non déployées. Un dessin au trait du livre de Fry & Keith (2004) montre cette attitude.

## Voix
Le chant consiste en une rapide succession de notes monotones à sonorité légèrement plaintive de type zostérops. Il est plus rapide et moins mélodieux que celui du serin du Mozambique, moins variable et moins retentissant que celui du serin à gorge noire. Le cri trreet possède la même sonorité que le chant (Fry & Keith 2004).

## Nidification
L’habitat de nidification est dominé par les palmiers Hyphaene natalensis et Hyphaene coriacea, arécacées, sur lesquels ce serin installe son nid et avec les fibres desquels il le confectionne. Le premier nid découvert en milieu naturel a été décrit par Robson (1990). Il était placé dans le V formé par les frondes d’un palmier Hyphaene natalensis plutôt à mi-hauteur parmi les plus petites frondes latérales. L’assise était faite de petites fibres d’une plante grimpante sèche, de morceaux d’une feuille duveteuse et de fins lambeaux d’écorce assemblés avec de la soie de cocon de chenilles. L’intérieur était tapissé de longues et fines fibres sèches prélevées sur les frondes du palmier (diamètre de l’assise : 60 x 65 mm, diamètre de la coupe 45-55 mm). La ponte se compose de trois ou quatre œufs blancs immaculés ou blancs légèrement et lâchement tachetés de brun vers le gros pôle (Robson 1990).
Les quatre autres nids trouvés par Chittenden (1998) étaient tous placés sur des palmiers Hyphaene natalensis et très bien dissimulés au cœur des frondes entre 1,8 et 6 m de haut. Les coupes étaient constituées d’une épaisse couche d’inflorescences desséchées de palmier et de fils d’araignées enchevêtrés avec un revêtement intérieur de fins lambeaux de frondes. Les matériaux de nidification étaient collectés par les deux sexes. Ottaviani (2011) a bien documenté la nidification de l’espèce à l'aide de photographies prises en milieu naturel.

## Menaces
BirdLife International (2010) qualifie l’espèce de préoccupation mineure et donc nullement menacée. Pourtant, le palmier Hyphaene natalensis, auquel l’espèce est étroitement associée pour sa nidification, fait l’objet, au Zimbabwe, d’une exploitation de sa canne (Hustler 1991) et de sa pulpe pour en faire du vin (Chittenden 1998). Parker (1999) a dénoncé une autre menace : le commerce des oiseaux de cage. Il précise que jusqu’à 2000 serins à poitrine citron sont exportés annuellement du Mozambique sans en connaître les répercussions sur les populations sauvages mais en présumant qu’elles sont significatives.